# 巴格毛德庙高勒
巴格毛德庙高勒，位于中华人民共和国内蒙古自治区巴彦淖尔市乌拉特后旗北部的一条干河，发源于获各琦苏木东北额热格山顶，蜿蜒向西北流，经毕力其尔嘎查、潮格温都尔镇西尼乌素嘎查，于巴嘎毛德转东北流，于巴音前达门苏木巴彦哈尔（巴彦哈日）西北约5千米注入和布特呼仍尼戈壁（洼地）。河长114.7千米，集水面积1928.28平方千米，河道平均比降1.5‰。全河除上游查干呼舒苏木（庙）以上部分河段有清水外，其余均为干河。